# Armazém da Utopia

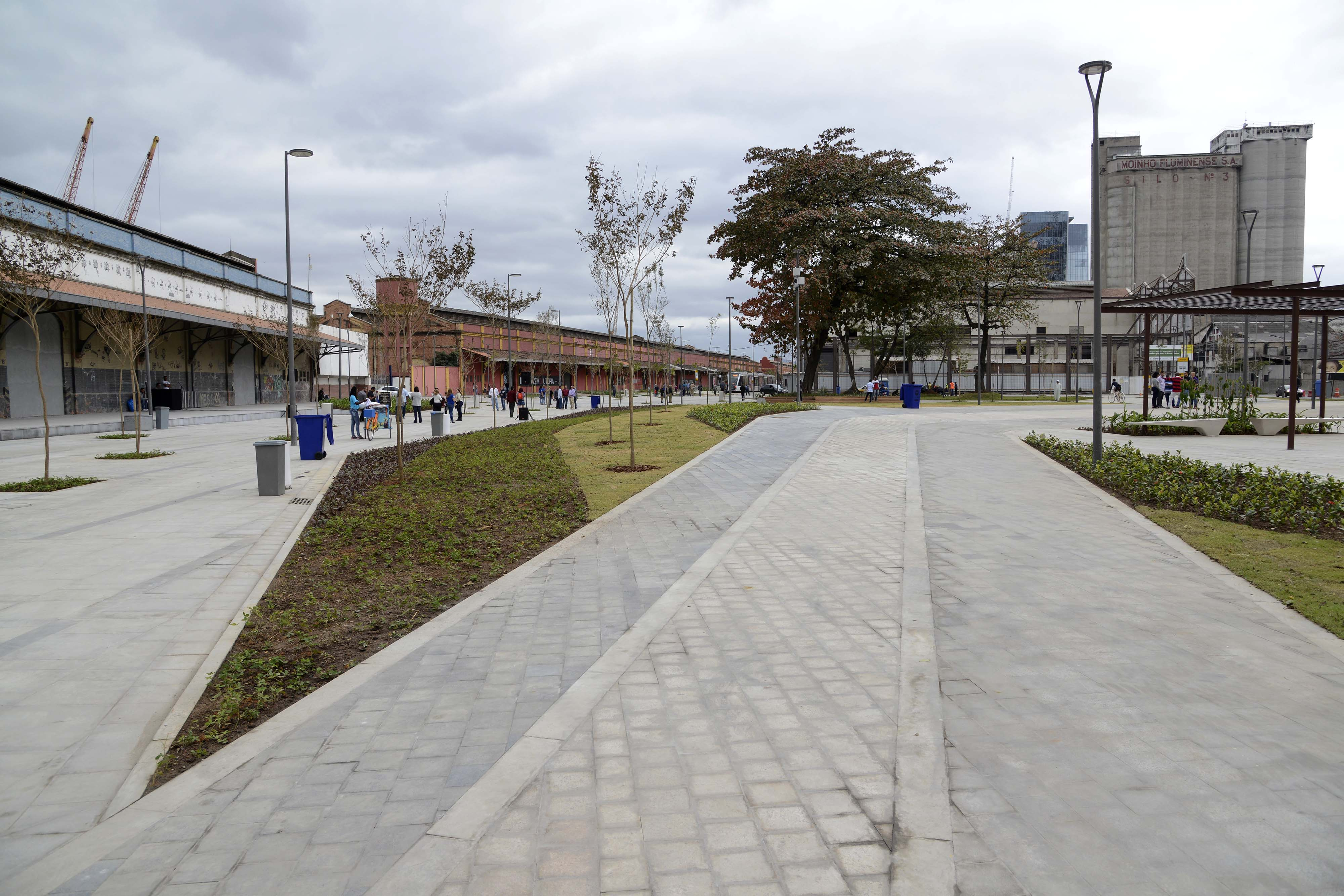
O Armazém da Utopia, em vermelho, visto da Praça Muhammad Ali.

O Armazém da Utopia é um centro cultural situado no bairro da Gamboa, na Zona Central da cidade do Rio de Janeiro. Está instalado no Armazém 6 do Cais da Gamboa, em frente à Praça Muhammad Ali e próximo à Parada Utopia AquaRio do VLT Carioca. É gerido, desde 2010, pela Companhia Ensaio Aberto.
O espaço sedia diversos eventos culturais, como o Festival do Rio, o Rio H2K e o Tudo é Jazz no Porto. No local também são realizadas produções nas áreas da música, da dança e das artes visuais.
No dia 9 de março de 2017, o armazém passou a exibir, em sua fachada, um conjunto de murais de grafite que consistem em releituras de obras do artista francês Jean-Baptiste Debret que retratam a escravidão. Além deste conjunto, foram postos murais compostos por ladrilhos pintados a mão por alunos e professores de seis instituições da rede municipal de ensino do Rio de Janeiro.